# Kenneth T. Jackson
Kenneth Terry Jackson (né le 27 juillet 1939) est professeur émérite d'histoire et de sciences sociales à l'Université Columbia. Il est surtout connu comme historien urbain et autorité sur l'histoire de la ville de New York, où il vit dans l'Upper West Side.

## Biographie
Jackson est né à Memphis, Tennessee en 1939. Il obtient son baccalauréat en 1961 à l'Université de Memphis, où il est membre de la fraternité Pi Kappa Alpha, et son doctorat en 1966 à l'Université de Chicago. Il est professeur adjoint à l'Air Force Institute of Technology de la base aérienne Wright-Patterson de 1965 à 1968, puis rejoint la faculté de Columbia en tant que professeur adjoint en 1968, obtenant sa titularisation en 1970.
Il a écrit The Ku Klux Klan in the City, 1915–1930 (1967), Cities in American History (1972), Crabgrass Frontier: The Suburbanization of the United States (1985) et The Encyclopedia of New York City (1995), dont il est le rédacteur principal. Crabgrass Frontier, une étude approfondie des facteurs qui influencent la croissance des banlieues aux États-Unis, est une source importante sur l'histoire de la suburbanisation américaine. L'Encyclopédie de New York est une collection massive d'entrées et d'articles qui couvrent une grande partie de l'État de New York moderne et de l'histoire de la ville. Il remporte le prix Bancroft en 1986 pour Crabgrass Frontier.
Jackson obtient de nombreuses distinctions en tant que professeur à l'Université Columbia, où il est directeur du Centre Herbert H. Lehman pour l'histoire américaine et professeur Jacques Barzun d'histoire et de sciences sociales.
Jackson a été président de l'Urban History Association, de la Society of American Historians, de l'Organisation of American Historians et de la New-York Historical Society.
En 2011, il reçoit un doctorat honorifique du Wagner College de Staten Island.

## Publications
- The Ku Klux Klan in the City, 1915–1930, Oxford University Press, coll. « The Urban Life in America Series », 1967 (lire en ligne )
- Cities in American History (1972)
- Crabgrass Frontier: The Suburbanization of the United States (1985)
- Silent Cities: The Evolution of the American Cemetery (1990), avec Camilo Vergara
- The Encyclopedia of New York City (1995), (ed.)
- Empire City (2002), (ed.), with David Dunbar (ed.)
- Robert Moses and the Modern City: The Transformation of New York (2007), (ed.), avec Hilary Ballon (ed.)